# 王露露
王露露 （1960年12月22日—）是一位旅居荷兰的华裔作家，畅销小说作家和专栏作家。

## 生平
1960年出生在北京，母亲是中文教师，1986年拿到北京大学英语系硕士学位。 1984年发表的处女作《眼睛》获得《散文》杂志的奖项。1986年移民荷兰，1997年处女小说《荷花戏台》出版，已经被翻译为数十种文字在28个国家出版。王露露目前在马斯特里赫特一所学校教授中文。也同时担任《世界博览》和《世界知识》的专栏作家。

## 著作
- 《荷花戏台》1997， 长篇小说，荷文
- 《致读者》1998，中篇纪实小说，荷文
- 《温柔的孩子》1999，长篇小说，荷文
- 《白喜事》2000，中篇小说，荷文
- 《丁香梦》2001，长篇小说，荷文
- 《红喜事》2002，中篇小说，荷文
- 《香雾》2004，长篇小说，荷文
- 《明月》2007，长篇小说，荷文
- 《野蔷薇》2010，长篇小说，荷文，
- 《荷兰，我爱你》2012，中篇小说，荷文
- 《爱满夏天》2013，诗集，荷中双语
- 《亚当和夏娃在中国》，非杜撰体，荷文
- 《情燃毕生》，诗歌集，荷中双语
- 《美食在中国》， 非杜撰体， 荷文